# Synagoge (Kalmthout)
De Synagoge is een joods gebedshuis in de tot de Antwerpse gemeente Kalmthout behorende plaats Heide, gelegen aan Leopoldstraat 58.

## Geschiedenis
Heide ontwikkelde zich vooral begin 20e eeuw als een woonplaats voor mensen uit Antwerpen. Ook verbleven er veel vakantiegangers. Ook joodse diamantairs, een bedrijfstak die eind 19e eeuw in Antwerpen tot ontwikkeling kwam, lieten er villa's bouwen. Er ontstond aldus in Heide een betrekkelijk grote Joodse gemeenschap. Velen van hen waren oorspronkelijk afkomstig uit Amsterdam.
Aanvankelijk hielden de joden hun diensten in een woonhuis, maar dit werd spoedig te klein. In 1928 werd daarom een synagoge gebouwd naar ontwerp van Jan Frans Beirens. Het was de enige synagoge in België die niet in stedelijk gebied werd gebouwd. In 1929 werd ook nog een Talmoedhogeschool gesticht, voor de opleiding van rabbijnen. De synagoge is tot stand gekomen nog jaren voordat te Heide een parochiekerk werd gebouwd.
Tot 1942 omvatte de joodse gemeenschap in Heide ongeveer 700 mensen. Honderden van hen werden door de nazi's vermoord. Van degenen die overleefden kwam niet iedereen terug naar Heide zodat de joodse gemeenschap kleiner en minder hecht werd. Toch werd de synagoge weer gebruikt. In de jaren '60 van de 20e eeuw vertrokken opnieuw veel joden, nu naar Israël of de Verenigde Staten.
Tot ongeveer 1995 werd de synagoge nog als zodanig gebruikt, daarna trad enig verval in. In 2007 echter werd de synagoge geklasseerd als monument en werd als zodanig gerestaureerd. Naast joodse gebedsdiensten werd ook voorzien in een tentoonstelling over de joodse gemeenschap te Heide en in culturele activiteiten.

## Gebouw
Het bakstenen gebouw heeft een klokvormige gevel en uitspringende achtkante hoektorentjes. Een arduinen gevelplaat in Hebreeuws schrift is aanwezig. Er is een groot glas-in-loodraam met Davidsster.

## Interieur
Het interieur is drieledig, met voorhal, het heilige en het allerheiligste. In het allerheiligste worden de Thorarollen bewaard, het heilige is de grote gebedsruimte. Alle elementen die in een synagoge aanwezig zijn, zijn er nog te vinden.